# Dean Clancy
Dean Patrick Clancy (Sligo, 20 de octubre de 2001) es un deportista irlandés que compite en boxeo. En los Juegos Europeos de Cracovia 2023 consiguió una medalla de bronce en la categoría de 63,5 kg.

## Palmarés internacional
| Juegos Europeos | Juegos Europeos     | Juegos Europeos   | Juegos Europeos |
| Año             | Lugar               | Medalla           | Categoría       |
| --------------- | ------------------- | ----------------- | --------------- |
| 2023            | Nowy Targ (Polonia) | Medalla de bronce | 63,5 kg         |